# 水安堡温泉
水安堡温泉（スアンボオンチョン）とは、韓国の忠清北道忠州市水安堡面にある温泉。観光特区で指定されている水安堡温泉の近くには月岳山国立公園がある。
もともとは自然溶出温泉だったが、現在は異なっている。

## 由来と歴史
朝鮮時代には安堡里が安冨駅という地名だったため、この温泉は「安冨温泉」と呼ばれていたが、安堡と変わるとともにみずを意味する水がつけられて「水安保温泉」という名称になった。
水案の温泉は韓国最初で3万年前から自然溶出された温泉で、朝鮮王朝実録、東国輿地勝覧などの歴史書で記録されている歴史が深い温川。貴族はもちろん平民まで温泉を楽しんだという記録がある。
その後、朝鮮末期日本によって開発されて、1885年温泉井が設置、1916年には近代的な浴湯施設が設置された。この時までは自然溶出水を使用する温泉だったが、使用量が多くなるとともに、1929年に日本人による近代設備を使用した温泉孔の掘削に地下に穴を開けて1号孔で温泉水を引き出して温泉湯と宿泊施設を設置してからは、この地方を代表する温泉観光地になった。
解放後には経済的な難しさで一時停止もしたが、開発の与論と国道3号線が開通されたことで温泉観光客が増えたため、温泉孔と温泉水を公営に管理し、必要なだけの温泉水を採水して給水するシステムで運営された。
しかしホテルやリゾートなどの高級宿泊が入った温泉は1990年代末から25℃だけ超えると温泉に開発できるという「温泉法」によって全国各地に近代的な設備中心の温泉ができたため、水安堡温泉は斜陽の道に入った。

## 温泉の特徴
- 質は、単純硫黄ラジウム泉でフッ素・ケイ酸成分の含有量が高い
- 温度は53度

## アクセス
- 忠州市外高速バスターミナルから通行バスで約20分
- 中部内陸線水安保温泉駅